# 野田玉川駅
野田玉川駅（のだたまがわえき）は、岩手県九戸郡野田村大字玉川にある三陸鉄道リアス線の駅である。
駅の愛称は「西行の庵」。歌人である西行がこの地に庵を結んだという伝承に由来する。
同じ九戸郡洋野町にあるJR東日本八戸線玉川駅が先に開業していたため、村名を冠した「野田玉川」という駅名となった。
結果的に歌枕の六玉川のひとつ「野田の玉川」に酷似した駅名となっているが、「野田の玉川」の最寄駅は当駅ではなくJR東日本東北本線塩釜駅や仙石線多賀城駅となる。

## 歴史
- 1975年（昭和50年）7月20日：日本国有鉄道久慈線の無人駅として開業[1]。
- 1984年（昭和59年）4月1日：第三セクターの三陸鉄道に転換[2][3]。北リアス線の所属となる[3]。
- 2011年（平成23年）3月11日：東北地方太平洋沖地震による津波被害のため、当駅を含む区間が運休したため閉鎖。
- 2012年（平成24年）4月1日：陸中野田 - 田野畑間の運行再開により営業を再開[4]。
- 2019年（平成31年）3月23日：東日本旅客鉄道山田線釜石駅 - 宮古駅間の三陸鉄道への経営移管に伴い、リアス線所属となる。

## 駅構造
相対式ホーム2面2線の地上駅である。久慈線時代は単式ホーム1面1線であったが、北リアス線開業時に2番線を新設した。

### のりば
| 番線 | 路線      | 方向 | 行先               |
| ---- | --------- | ---- | ------------------ |
| 1    | ■リアス線 | 下り | 久慈方面           |
| 2    | ■リアス線 | 上り | 宮古・釜石・盛方面 |

## 利用状況
| 1日乗降人員推移 | 1日乗降人員推移 |
| 年度            | 1日平均人数     |
| --------------- | --------------- |
| 2012年          | 13              |
| 2013年          | 27              |
| 2014年          | 22              |
| 2015年          | 19              |
| 2016年          | 17              |
| 2017年          | 11              |
| 2018年          | 16              |

## 駅周辺
海岸沿いにある駅の1つであり、海岸は東側にある。北へ抜けると玉川海岸に、南へ抜けると玉川漁港や西行屋敷跡や玉川野営場に至る。駅前には老人ホームがあり、西へ抜けると国道45号（三陸北縦貫道路、現道）を経てマリンローズパーク野田玉川に至る。
- 特別養護老人ホーム結の里
- 玉川簡易郵便局
- 玉川保育所
- のだ窯ギャラリーIZUMITA[周辺 1] - 泉田之也[周辺 2]のギャラリー（陶芸体験は要予約）。
- マリンローズパーク野田玉川[周辺 3] - 野田玉川鉱山跡に設けられた観光施設。マンガンを採掘することができる鉱山であり、ばら輝石（ロードナイト）の商品[注釈 1]を土産物として販売している。
- 西行屋敷跡[周辺 5] - 西行法師が文治2年（1186年）に訪ねた所。海岸の景色の美しさに魅せられ、草庵を結んだ[周辺 5]。当施設には和歌が記された句碑がある[周辺 5]。
- 国道45号（三陸北縦貫道路、現道） - 当駅付近には三陸北縦貫道路（バイパス道路）のインターチェンジが設けられていない。
- 玉川 - 駅から南へ少し離れた所（玉川漁港付近）を流れる河川。
- 玉川野営場 - キャンプ場
- 玉川海岸
- 玉川漁港

## その他
- 当駅は2013年（平成25年）4月から9月に放映されたNHK連続テレビ小説『あまちゃん』で、天野アキ（演 - 能年玲奈）と足立ユイ（演 - 橋本愛）がうに弁当を販売する駅として登場した[作品 1]。なお、同弁当は三陸リアス亭が1日20個限定で販売しているが[作品 2][作品 3]、販売駅は当駅ではなく、久慈駅である[作品 2][作品 3]。
- 三陸鉄道は1月1日（元日）に初日の出号（団体列車）を運転しているが[5][6]、当駅が初日の出観察スポットに指定されている[5][6]。なお、朝日新聞デジタルが2020年（令和2年）10月19日に公開したエッセイには「朝日を見るならうってつけ」（原文ママ）という見出しで当駅で観察した日の出のエピソードがつづられている[7]。

## 隣の駅
三陸鉄道
■リアス線
堀内駅 - 野田玉川駅 - 十府ヶ浦海岸駅